# With Vilest of Worms to Dwell
With Vilest of Worms to Dwell — второй полноформатный студийный альбом группы Hollenthon, вышедший в 2001 году на лейбле Napalm Records.
Музыкальный критик Уильям Йорк оценил диск высоко, указав на то, что он звучит как «совместная работа дэт-метал-группы, полного симфонического оркестра и многоголосного хора» и похвалив музыкантов за умелое сочетание разных стилей. Йорк также отметил влияние классической музыки на альбом и настоятельно рекомендовал его к прослушиванию.

## Список композиций
1. «Y Draig Goch» — 3:55
2. «Woe To The Defeated» — 5:51
3. «Lords Of Bedlam» — 5:35
4. «To Kingdom Come» — 5:33
5. «The Calm Before The Storm» — 5:03
6. «Fire Upon The Blade» — 5:18
7. «Conquest Demise» — 6:32
8. «Conspirator» — 7:23

## Участники записи
- Martin Schirenc — вокал, гитара
- Mike Gröger — ударные
- Elena Schirenc — вокал
- Rob Barret — сессионный участник, соло в «Woe To The Defeated»